# Philopterus vernus
Philopterus vernus är en insektsart som först beskrevs av Zlotorzycka 1964.  Philopterus vernus ingår i släktet fjäderlingar, och familjen fjäderlöss. Arten är reproducerande i Sverige.